# Tollaslabda a 2008. évi nyári olimpiai játékokon
A 2008. évi nyári olimpiai játékokon a tollaslabda versenyeit augusztus 9. és 17. között rendezték a Pekingi Egyetemi és Technikai Gimnáziumban. Ebben a sportágban öt bajnoki címet osztottak ki: férfi egyesben, női egyesben, férfi párosban, női párosban és vegyes párosban.

## Éremtáblázat
(A rendező ország csapata eltérő háttérszínnel, az egyes számoszlopok legmagasabb értéke vagy értékei vastagítással kiemelve.)
| A 2008. évi nyári olimpiai játékok éremtáblázata tollaslabdában | A 2008. évi nyári olimpiai játékok éremtáblázata tollaslabdában | A 2008. évi nyári olimpiai játékok éremtáblázata tollaslabdában | A 2008. évi nyári olimpiai játékok éremtáblázata tollaslabdában | A 2008. évi nyári olimpiai játékok éremtáblázata tollaslabdában | Olimpia  |
| --------------------------------------------------------------- | --------------------------------------------------------------- | --------------------------------------------------------------- | --------------------------------------------------------------- | --------------------------------------------------------------- | -------- |
|                                                                 | Ország                                                          | Arany                                                           | Ezüst                                                           | Bronz                                                           | Összesen |
| 1.                                                              | Kína (CHN)                                                      | 3                                                               | 2                                                               | 3                                                               | 8        |
| 2.                                                              | Dél-Korea (KOR)                                                 | 1                                                               | 1                                                               | 1                                                               | 3        |
| 2.                                                              | Indonézia (INA)                                                 | 1                                                               | 1                                                               | 1                                                               | 3        |
|                                                                 |                                                                 |                                                                 |                                                                 |                                                                 |          |
| 4.                                                              | Malajzia (MAS)                                                  | 0                                                               | 1                                                               | 0                                                               | 1        |
|                                                                 |                                                                 |                                                                 |                                                                 |                                                                 |          |
| Összesen                                                        | Összesen                                                        | 5                                                               | 5                                                               | 5                                                               | 15       |

## Érmesek
| A 2008. évi nyári olimpiai játékok érmesei tollaslabdában |                                                     |                                                           |                                                                |
| Versenyszám                                               | Arany                                               | Ezüst                                                     | Bronz                                                          |
| Férfi egyes                                               | Lin Tan (Lin Dan) · Kína (CHN)                      | Lee Chong Wei · Malajzia (MAS)                            | Csen Csin (Chen Jin) · Kína (CHN)                              |
| Férfi páros                                               | Indonézia (INA) · Markis Kido · Hendra Setiawan     | Kína (CHN) · Caj Jün (Cai Yun) · Fu Haj-feng (Fu Haifeng) | Dél-Korea (KOR) · I Dzsedzsin · Hvang Dzsiman                  |
| Női egyes                                                 | Csang Ning (Zhang Ning) · Kína (CHN)                | Hszie Hszing-fang (Xie Xingfan) · Kína (CHN)              | Maria Yulianti · Indonézia (INA)                               |
| Női páros                                                 | Kína (CHN) · Tu Csing (Du Jing) · Jü Jang (Yu Yang) | Dél-Korea (KOR) · I Hjodzsong · I Kjongvon                | Kína (CHN) · Vej Ji-li (Wei Yili) · Csang Ja-ven (Zhang Yawen) |
| Vegyes páros                                              | Dél-Korea (KOR) · I Jongde · I Hjodzsong            | Indonézia (INA) · Nova Widianto · Lilyana Natsir          | Kína (CHN) · Ho Han-pin (He Hanbin) · Jü Jang (Yu Yang)        |

## Naptár
| Augusztus    | 9          | 10           | 11           | 12           | 13          | 14          | 15               | 16               | 17               |
| ------------ | ---------- | ------------ | ------------ | ------------ | ----------- | ----------- | ---------------- | ---------------- | ---------------- |
| Férfi egyes  | 1. forduló | 1. forduló   | 2. forduló   | nyolcaddöntő |             | negyeddöntő | elődöntő         | Bronzmeccs       | Döntő            |
| Női egyes    | 1. forduló | 2. forduló   | nyolcaddöntő |              | negyeddöntő |             | elődöntő         | Bronzmeccs Döntő |                  |
| Férfi páros  |            |              |              | nyolcaddöntő | negyeddöntő | negyeddöntő | elődöntő         | Bronzmeccs Döntő |                  |
| Női páros    |            | nyolcaddöntő | negyeddöntő  |              | elődöntő    |             | Bronzmeccs Döntő |                  |                  |
| Vegyes páros |            |              |              | nyolcaddöntő |             | negyeddöntő | elődöntő         | elődöntő         | Bronzmeccs Döntő |